# Shingo Suetsugu
Shingo Suetsugu (jap. 末續 慎吾, Suetsugu Shingo; * 2. Juni 1980 in Kumamoto) ist ein ehemaliger japanischer Leichtathlet.

## Karriere
Suetsugu gewann insgesamt sechs Japanische Meisterschaften, davon zwei im 100-Meter-Lauf (2003–2004) und vier im 200-Meter-Lauf (2001, 2003 und 2006–2007). 
Bei seinem Titelgewinn 2003 stellte er mit einer Zeit von 20,03 s einen Asienrekord über 200 Meter auf, den erst über zwölf Jahre später der Katarer Femi Ogunode unterbot. Außerdem gewann er bei den Asienspielen 2002 und 2006 jeweils die Goldmedaille im 200-Meter-Lauf.
2003 errang er bei den Weltmeisterschaften in Paris über 200 Meter die Bronzemedaille.
Einen weiteren Höhepunkt seiner Karriere feierte Suetsugu bei den Olympischen Spielen 2008 in Peking. Gemeinsam mit Naoki Tsukahara, Shinji Takahira und Nobuharu Asahara konnte er die Silbermedaille in der 4-mal-100-Meter-Staffel gewinnen. Die japanische Mannschaft hatte ursprünglich den dritten Platz erreicht, rückte aber in der Wertung um einen Rang auf, nachdem die vor ihr platzierte jamaikanische Stafette nachträglich wegen eines Dopingvergehens ihres Läufers Nesta Carter disqualifiziert worden war. Er trat auch im 100- und im 200-Meter-Lauf an, schied hier jedoch bereits in der Viertel- bzw. Halbfinalrunde aus.
Shingo Suetsugu hatte bei einer Größe von 1,78 m ein Wettkampfgewicht von 68 kg. Er startete für den Mizuno Track Club.

## Bestleistungen
- 100 m: 10,03 s, 5. Mai 2003, Mito
- 200 m: 20,03 s (ehemaliger Asienrekord), 7. Juni 2003, Yokohama
- 400 m: 45,99 s, 18. August 2002, Fujiyoshida